# Hodî-Dobrovidka, Colomeea
Hodî-Dobrovidka (în ucraineană Годи-Добровідка) este o comună în raionul Colomeea, regiunea Ivano-Frankivsk, Ucraina, formată numai din satul de reședință.

## Demografie
Componența lingvistică a comunei Hodî-Dobrovidka
     Ucraineană (99,48%)
     Alte limbi (0,51%)
Conform recensământului din 2001, majoritatea populației comunei Hodî-Dobrovidka era vorbitoare de ucraineană (99,48%), existând în minoritate și vorbitori de alte limbi.